# 菱川友宣
菱川 友宣（ひしかわ とものぶ、生没年不詳）とは、江戸時代の浮世絵師。

## 来歴
菱川を称し、画名に菱川師宣が剃髪した後の号である「友竹」の「友」と、師宣の「宣」の字の二つを用いていること、また師宣が使用した「菱川」の八角印を用いていることなどから、師宣晩年の門人であろうと推測されている。作画期は元禄の頃とされ肉筆画を残す。画風は師宣風だが、のどかな描写や淡い彩色に特徴があると評されている。

## 作品
- 「遊楽図巻」　紙本着色　※「日本繪房國菱川友宣」の落款、「菱川」の朱文八角印あり
- 「楠公父子訣別図」　紙本着色　奈良県立美術館所蔵　※「日本繪房國菱川友宣筆」の落款、「房國」（朱文方印）と「菱河」（白文瓢形印）の二つの印あり
- 「遊女聞香図」　絹本着色　ボストン美術館所蔵　※「日本繪菱川友宣圖」の落款、印文不明の白文方印あり